# Schweizer Truppen in lucchesischen Diensten

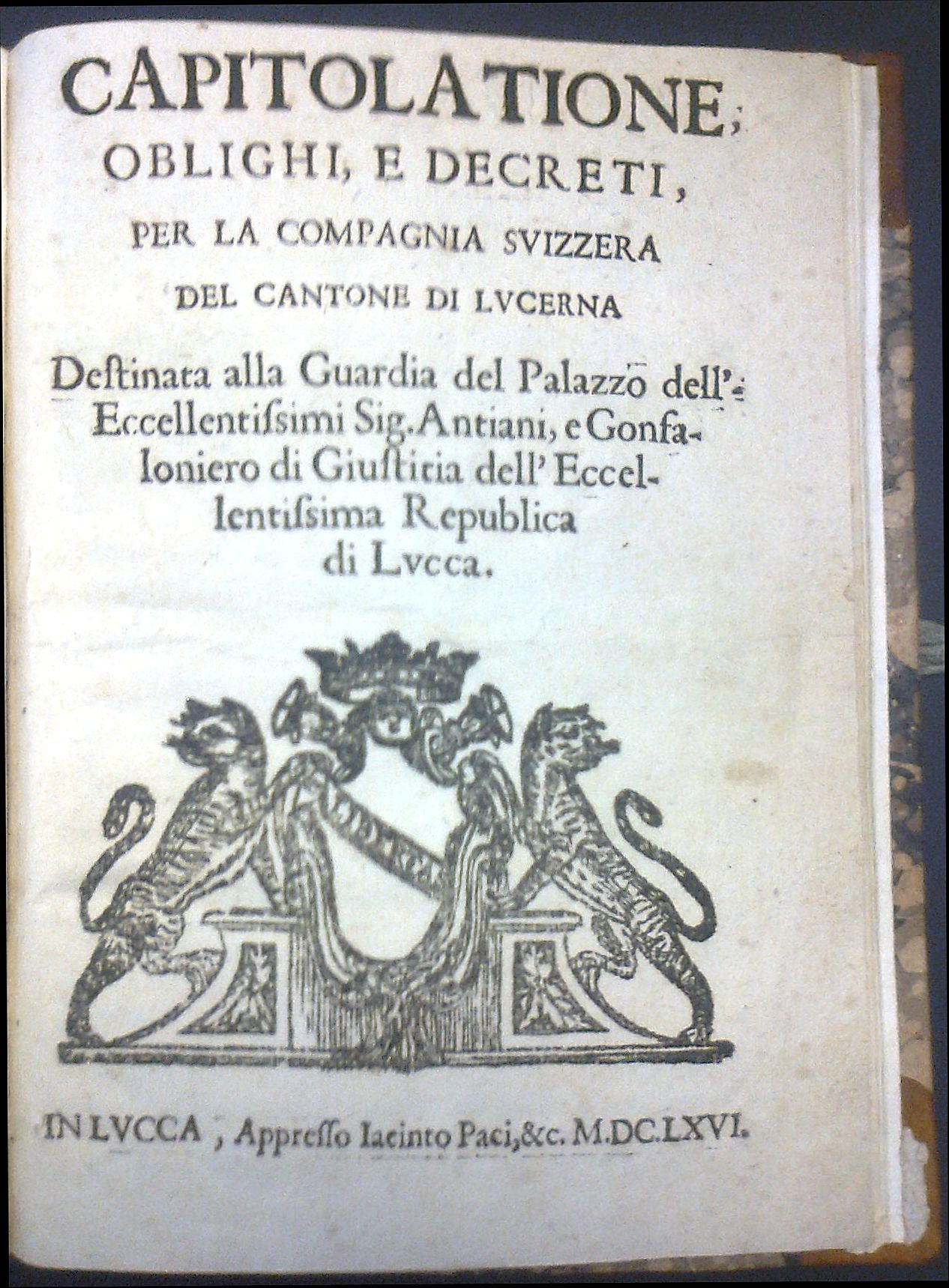
Kapitulation der Republik Lucca mit Luzern 1653
(Staatsarchiv Luzern AKT 13/1114)

Die eidgenössische Garde war die einzige Schweizer Truppe in lucchesischen Diensten.
Sie hatte von 1653 bis 1806 den Palazzo Ducale (Herzogspalast = Stadtpalast) und später auch das Ufficio dell’Abbondanza (Stadtkasse) zu bewachen und notfalls zu verteidigen.
Schweizer Truppen in fremden Diensten hiess der von Behörden der Schweizer Eidgenossenschaft mit Staatsverträgen geregelte Solddienst von geführten, ganzen Truppenkörpern im Ausland. Diese Verträge enthielten ein Kapitel, das die militärischen Angelegenheiten regelte: die sogenannte Kapitulation (oder Privatkapitulation, wenn einer der Vertragspartner ein privater Militärunternehmer war).

## Kurze Geschichte von Lucca
Lucca, als ehemaliger Herzogssitz der Langobarden und unabhängiger Stadtstaat am fränkischen Pilgerweg nach Rom gelegen, erreichte seine Blütezeit im 11. bis zum 14. Jahrhundert mit Bankgeschäften und Seidenhandel. Im Wettstreit mit seinen Nachbarrepubliken Pisa und Florenz blieb Lucca letztlich unbedeutend, während Florenz den Rest der Toskana eroberte. Im 16. Jahrhundert, als die Medici und Florenz übermächtig zu werden drohten, verbündete sich Lucca 1521 mit Spaniens Karl V., baute die noch heute imposante Stadtmauer und blieb unabhängig. Erst Napoleon machte dem Stadtstaat ein Ende. Er kam dann unter die Herrschaft der Bourbonen und kurz vor der italienischen Vereinigung 1861 noch unter das Großherzogtum Toskana.

## Der Aufstand der Seidenweber
1532, als ein Aufruhr der Seidenweber die Stadtoberen aufschreckte, beschloss der Consiglio Generale degli Anziani (Grosse Rat), den Palazzo Ducale und seine Behörden mit einer Palastgarde zu beschützen. Anfangs rekrutiert aus Bürgern von Lucca und später aus jungen Adligen aus nicht direkt benachbarten Staaten, wegen Ehrenhändeln oder aus politischen Gründen verbannt, wurde sie Mitte des 17. Jahrhunderts, nach einigen Raufhändeln mit blutigem Ausgang, von einer disziplinierten Schweizer Truppe abgelöst.

## Die eidgenössische Garde
| Bezeichnung, Einsatzdauer         | (1luc) eidgenössische Garde 1653–1804 | |              |
| Jahr, Vertragspartner             | 1653: Kapitulation von 26 Seiten der Republik Lucca, vertreten durch den Consiglio Generale degli Anziani (Grosser Rat) und den Gonfaloniere della Giustizia («Bannerträger der Gerechtigkeit/Justiz», de jure Staatschef der Republik und Oberkommandierender der Streitkräfte), mit Magistrat und Grossem Rat der Republik von Stadt und Kanton Luzern. Die Kapitulation enthielt auch ein Reglement mit 26 Artikeln. Drakonische Strafandrohungen zeugten nicht unbedingt von einem guten Ruf der Schweizer Söldner, beispielsweise: „Die besagten Offiziere und Soldaten sind in erster Linie dazu angehalten, das Fluchen über Gott, die glorreiche, immer jungfräuliche Maria oder andere Heilige zu unterlassen, bei Strafe, das erste Mal die Zunge durchbohrt, das zweite Mal abgeschnitten zu erhalten.“ Lucca verpflichtete sich, einen Beichtvater und einen kostenlosen Chirurgus (Arzt) zur Verfügung zu stellen. | |              |
| Bestand, Formation                | 1 Kompanie von 64 Mann; Sollbestand der Einheit: \| Grad \| Grad \| Anforderung/Aufgabe \| SoldDucatoni[5] \| \| 1 \| Leutnant \| Schweizer, erfahrener, ehrenhafter Soldat, treu, in verschiedenen Kriegen gedient, gut Italienisch sprechend. \| 25 \| \| 1 \| Fähnrich \| Ein tüchtiger Fähnrich, gut Italienisch sprechend. / Stellvertreter des Leutnants bei dessen Abwesenheit (den Offizieren stand alle drei Jahre ein dreimonatiger Heimaturlaub zu). \| 18 \| \| 1 \| Wachtmeister \| In vielen Kriegen bewährt als Leutnant oder Wachtmeister, gut Italienisch sprechend. \| 10 \| \| 1 \| Kanzler \| Von adliger Geburt. / Führung der Mannschaftsliste, Korrespondenz mit dem Rat in Luzern sowie dem Magistrat in Lucca und die Vorstellung neuer Gardeangehöriger an den Anziano di Buona Guardia (der für die Sicherheit verantwortliche Ratsherr) waren seine Hauptaufgaben. \| 8 \| \| 3 \| Korporale \| \| 5 \| \| 2 \| Tambouren \| Die Spielleute hatten eine Soldaufbesserung durch die Trinkgelder, die sie für das Spiel an Neujahr vor dem Consiglio Generale und bei Staatsempfängen erhielten. Nach verschiedenen Auseinandersetzungen wurde jedoch schliesslich ein Teil davon für die Finanzierung des Chirurgus abgezweigt. \| 4 \| \| 1 \| Pfeifer \| Die Spielleute hatten eine Soldaufbesserung durch die Trinkgelder, die sie für das Spiel an Neujahr vor dem Consiglio Generale und bei Staatsempfängen erhielten. Nach verschiedenen Auseinandersetzungen wurde jedoch schliesslich ein Teil davon für die Finanzierung des Chirurgus abgezweigt. \| 4 \| \| 54 \| Gardisten \| Eingeteilt in 3 Rotten von 18 Mann. Mit maximal 8 Ehefrauen für Kochen, Waschen und andere Dinge. \| 4 \| \| 64 \| Mann \| Insgesamt \| 316 \| Als Bewaffnung dienten Partisane, Spiess, Hellebarde und Arkebuse. - Arkebusenschütze - Hellebarde - Spiess - Partisane - Ducatone di Milano | |              |
| Besitzer, Kommandant, Namensgeber | - Leutnant: 1653–1662 Martin AnderAllmend, 1662–1664 Leodegar Schumacher, 1664–1669 Severin Felix, 1669–1669 Hans Jakob Haas, 1669–1673 Raimund Peter Pfyffer, 1673–1677 Beat Jakob Feer, 1678–1691 Johann Jakob Wagner, 1691–1736 Johann Joseph Leu, 1736–1769 Joseph Anton Franz Xaver von Fleckenstein, 1769–1776 Franz Martin Peyer, 1776–1806? Jost Anton von Fleckenstein; - Fähnrich: 1657–1670 Johann Balthasar Kündig, 1670–1673 Beat Jakob Feer, 1674–1679 Bernhard Leopold Bircher, 1679–1684 Hans Bernhard Meyer von Baldegg, 1684–1696 Niklaus Rudolf Spengler, 1696–1704 Carl Joseph Dürler, 1704–1750 Niklaus Cloos, 1750–1769 Franz Martin Peyer, 1769–1776 Jost Anton von Fleckenstein, 1776–1778 Alfons Pfyffer, 1778–1806? Johann Baptist von Fleckenstein. | |              |
| Herkunft Kader, Truppe            | Aus den katholischen Orten der Eidgenossenschaft, insbesondere aus Luzern. | |              |
| Einsatz, Ereignisse               | 1662 übertrug der Consiglio Generale die Aufsicht über die Garde an den Gonfalionere. Ihm, dem obersten Anziano (oberster exekutiver Ratsherr), hatten stets vier Mann der Wache zur Verfügung zu stehen, von denen mindestens einer die italienische Sprache beherrschen musste. Hauptaufgabe der Garde war die ständige Wache am Tor, die Bewachung des Palazzo Ducale, höchstens aber dessen Verteidigung. Bei den Sitzungen des Consiglio Generale, seinen Auftritten in der Öffentlichkeit und bei den zahlreichen kirchlichen Festen musste die Garde in ihren blauen Galauniformen im Ehrendienst repräsentieren. Sie wurde auch bei der zweimonatigen feierlichen Zeremonie der Eiderneuerung getragen. 1750 kam die Bewachung des Ufficio dell’Abbondanza (wörtlich: Büro für Überfluss, die Stadtkasse) zum Aufgabenbereich dazu. Der Kommandant und sein Stab wurden aus dem Patriziat und den Bürgern der Stadt Luzern rekrutiert, dessen Rat alle Bewerbungen für die Garde vorgelegt werden mussten. Dadurch kamen immer mehr Stadtbürger, dann Hinter- und Beisässen, schliesslich Landsässen der Stadt und letztlich allenfalls Einwohner aus dem oberen Freiamt zum Zug. Der Dienst in Lucca war offenbar begehrt. Anwärter waren bereit, eine «Recognition» (Trinkgeld) zu bezahlen, die, abgestuft nach Rang, an die Stabsangehörigen verteilt wurde. Mancher übernahm sogar Schuldscheine seines Vorgängers. Gelegentlich wurden auch (mit Pfändung eines Soldanteils) Sozialfälle und Schuldenmacher (auch Offiziere), Leute zweifelhaften Rufes oder sogar Straftäter in die Garde abgeschoben. Der Anziano di Buona Guardia (der für die Sicherheit verantwortliche Ratsherr) konnte allerdings Bewerber zurückweisen, wenn sie seinen Anforderungen nicht entsprachen. So lehnte er 1662, und 1670 nochmals, den Beförderungsvorschlag Luzerns von Fähnrich Hans Balthasar Kündig zum Gardeleutnant wegen fehlender Kriegserfahrung (eine Bedingung der Kapitulation) ab. Ein Gardegericht, bestehend aus Angehörigen des Stabes und der Mannschaft, hatte Disziplinarfälle zu behandeln. Seine Urteile konnten vom Magistrat in Lucca gemildert oder verschärft (jedoch nicht zur Galeeren- oder Todesstrafe) werden. Zu Zungenverstümmelungen wegen Fluchens scheint es nicht gekommen zu sein. Hingegen zu Todesurteilen wegen Desertion. Sie wurden allerdings nur symbolisch vollzogen: eine Blechtafel mit dem Namen des Verurteilten wurde an den Galgen gehängt. Viele der Bestraften genossen Protektion, wie beispielsweise 1708 ein Fridli Mühlebach schrieb: „[…] die weill ich bekhant bin in Lucca und gute Heren hab. Doch wan ich nicht khan, so kombt ein anderen zum Platz. Die weill ich mer auf auf die Heren bauwe, wo mir das Brod geben als auf die Offisiere.“ Was 1740 Leutnant Fleckenstein zur Bemerkung veranlasste: „Es ist schier kein Soldat in der Guardi, der nicht die Protection vom einen oder anderen Cavalier haben thuet, als bisweilen geschehen thuet, dass man nit weiss, wer Offisier ist oder Soldat.“ Jeder Gardist hatte für sich allein eine Kammer in einem Flügel des Palazzo Ducale und ein eigenes Weinfass im Keller (!). Als Nebenverdienst konnte er in gewissem Rahmen sogar sein Handwerk als Schneider, Schuhmacher oder Schreiner ausüben und, bei starkem Arbeitsanfall, seinen Wachdienst durch einen Kameraden übernehmen lassen. Als es ab 1690 vermehrt zu Bewerbungen von Söhnen aus Mischehen mit Luccheserinnen kam, stellten diese «Halbwelschen» offenbar eine Herausforderung für die Räte beider Seiten dar. Als die Gardistenfamilien aber auf über 200 Mitglieder anwuchsen, wurden Gegenmassnahmen getroffen. Trotz einer zwanzigjährigen, allerdings nicht konsequent gehandhabten Sperre für Gardistenehen bildeten sich dennoch mehrere «Dynastien» heraus, etwa die Holzmann und Greter aus Buchrain, die Meyer aus Stättenbach oder die Thürig aus Malters. Nicht alle Leutnants hatten eine glückliche Hand: Schon der erste Gardekommandant, Martin AnderAllmend, in Schulden geraten wegen ausstehender Soldzahlungen seines vorherigen Dienstes in Neapel, übertrieb es mit der Einflussnahme auf das Gardegericht. Ausschlüsse aus der Garde aus disziplinarischen Gründen führten zu Neueintritten mit der willkommenen «Recognition». Er wurde 1662 abgesetzt. Demselben Schicksal entging der langjährige Leutnant Johann Jakob Wagner 1691 nur durch seinen Rücktritt. Auch Leutnant Joseph Anton Franz Xaver von Fleckenstein wurde seinen Schuldenberg, trotz massiver Erhöhung der «Recognition», nicht los. Als gleich 44 Gardisten mit Austritt drohten und so die Existenz der Garde auf dem Spiele stand, war er 1769 nach 33 Dienstjahren zum Rücktritt gezwungen. Die eidgenössische Garde von Lucca wurde erst 1804 von Elisa Baciocchi, der Schwester von Napoleon Bonaparte, nach der französischen Invasion 1792 zur Fürstin von Lucca und Piombino und Großherzogin der Toskana geworden, aufgehoben. | |              |
| Grad                              | Grad | Anforderung/Aufgabe | SoldDucatoni |
| 1                                 | Leutnant | Schweizer, erfahrener, ehrenhafter Soldat, treu, in verschiedenen Kriegen gedient, gut Italienisch sprechend. | 25           |
| 1                                 | Fähnrich | Ein tüchtiger Fähnrich, gut Italienisch sprechend. / Stellvertreter des Leutnants bei dessen Abwesenheit (den Offizieren stand alle drei Jahre ein dreimonatiger Heimaturlaub zu). | 18           |
| 1                                 | Wachtmeister | In vielen Kriegen bewährt als Leutnant oder Wachtmeister, gut Italienisch sprechend. | 10           |
| 1                                 | Kanzler | Von adliger Geburt. / Führung der Mannschaftsliste, Korrespondenz mit dem Rat in Luzern sowie dem Magistrat in Lucca und die Vorstellung neuer Gardeangehöriger an den Anziano di Buona Guardia (der für die Sicherheit verantwortliche Ratsherr) waren seine Hauptaufgaben.                      | 8            |
| 3                                 | Korporale | | 5            |
| 2                                 | Tambouren | Die Spielleute hatten eine Soldaufbesserung durch die Trinkgelder, die sie für das Spiel an Neujahr vor dem Consiglio Generale und bei Staatsempfängen erhielten. Nach verschiedenen Auseinandersetzungen wurde jedoch schliesslich ein Teil davon für die Finanzierung des Chirurgus abgezweigt. | 4            |
| 1                                 | Pfeifer | Die Spielleute hatten eine Soldaufbesserung durch die Trinkgelder, die sie für das Spiel an Neujahr vor dem Consiglio Generale und bei Staatsempfängen erhielten. Nach verschiedenen Auseinandersetzungen wurde jedoch schliesslich ein Teil davon für die Finanzierung des Chirurgus abgezweigt. | 4            |
| 54                                | Gardisten | Eingeteilt in 3 Rotten von 18 Mann. Mit maximal 8 Ehefrauen für Kochen, Waschen und andere Dinge. | 4            |
| 64                                | Mann | Insgesamt | 316          |